# Grad Socerb
Grad Socerb, tudi grad Strmec, je grad v bližini naselja Socerb na kraškem robu.
Grad je imel zaradi izredne strateške lege v preteklosti izredno velik pomen. Omenjen je bil že v srednjem veku. V 14. stoletju je bil grad v lasti beneške družine Ducaini. Grad je bil večkrat poškodovan zaradi raznih vojn. Lastniki gradu so se neprestano menjavali. Po tržaško-benečanski vojni, na začetku 16. stoletja, je grad prešel pod avstrijsko lastništvo. Kranjskemu plemiču Nikolaju II. Ravbarju ga je leta 1521 v fevd dal cesar. Nato je bilo leta 1535 na koncilu v Trentu dogovorjeno, da se grad vrne Benetkam, vendar v njihovih rokah ne ostane dolgo. Zadnji poskus Benetk, da se vrne v Socerb jo je stal izgube 3000 pehotnih vojakov v epski bitki, ki se je bila leta 1615. Zaščito gradu je vodil baron Benvenuto Petač (Petazzi), ki je imel zasebno vojsko Uskokov., ki je grad kupil leta 1622 in leta 1630 dobil naziv grof Socerbski. Leta 1678 je grad obiskal Valvasor ter ga narisal in opisal.
Od Petača ga je leta 1702 kupila nadvojvodska komora Socerb in ga kasneje, leta 1766, prodala družini Montecuccoli iz Modene. Grad je leta 1780 zaradi udara strele pogorel. V času narodnoosvobodilne vojne je bil grad zaradi svoje strateške lege v središču bojev. Tako je bil v njem leta 1944 sedež VOS in ljudskega sodišča.
Današnja podoba gradu je zelo skromna, saj je dal Tržačan Demetrius de Economo v letih 1924/25 obnoviti le del obzidja. 150 metrov stran je vhod v Sveto jamo, ki je globoka 44 m in dolga  200 m. Legenda o jami pravi, da je v njej kot puščavnik dve leti prebival mladi sveti Socerb (san Servolo),  potem ko je prestopil v krščansko vero. Zaradi njegove vere ga je leta 283 oz. 284 usmrtil tržaški guverner. Jama je bila spremenjena v svetišče, v njej se je do druge svetovne vojne vsako leto 24. maja izvajala sveta maša.